# 頂妙寺
頂妙寺（ちょうみょうじ）は、京都府京都市左京区大菊町にある、日蓮宗の本山（由緒寺院）。山号は聞法山。塔頭が八院ある（真如院、法輪院、大乗院、善性院、妙雲院、本立院、善立院、真浄院）。

## 歴史

### 中世
頂妙寺は下総国出身の僧日祝（1437年－1513年、日國の弟子で日常六世に当たる）によって創建された。日祝は1469年（文明元年）上洛。檀越の細川勝益から寺地の寄進を受け、1473年（文明5年）に頂妙寺を開山した。当時の寺地は南は四条通、北は錦小路通、西は万里小路（現在の柳馬場通）、東は富小路通に至る地で、現在の京都市下京区と中京区にまたがる。その後、頂妙寺は移転を繰り返した。1509年（永正6年）、新町長者町に移転（現・上京区元頂妙寺町）。1523年（大永4年）には高倉中御門に移転した。中御門通は現在の椹木町通で、「高倉中御門」は京都御苑内の厳島神社付近にあたる。
1536年（天文5年）の天文法華の乱では他の法華宗寺院とともに焼失し、堺に避難した。その後1542年（天文11年）、後奈良天皇は法華宗帰洛の綸旨を下し、頂妙寺は同年、高倉中御門の旧地に伽藍を再建した。

### 近世
1573年（天正元年）、織田信長の上京焼討ちにより、鷹司新町に移転する。「鷹司新町」は前出の「新町長者町」とほぼ同位置である。
1579年（天正7年）の安土宗論には頂妙寺から日珖が臨んだ。1583年（天正11年）には豊臣秀吉の命により、高倉中御門に再度移転するが、1673年（寛文13年）禁裏に隣接しているという理由で、現在の地に移転した。寺は1788年（天明8年）天明の大火により焼失するが、その後再建された。
現住は91世田中日淳貫首（久留米市妙正寺より晋山）。達師法縁(繋珠会)縁頭寺。

## 文化財

### 重要文化財（国指定）
- 紙本墨画牛図　双幅 俵屋宗達筆・烏丸光広賛

### 京都府指定有形文化財
- 京都十六本山会合文書

## 旧末寺
日蓮宗は1941年（昭和16年）に本末を解体したため、現在では、旧本山、旧末寺と呼びならわしている。
- 慈光山善性院（京都市左京区大菊町）塔頭
- 慈雲山善立院（京都市左京区大菊町）塔頭
- 霊鷲山真浄院（京都市左京区大菊町）塔頭
- 妙相山本立院（京都市左京区大菊町）塔頭
- 法光山大乗院（京都市左京区大菊町）塔頭
- 松林山妙雲院（京都市左京区大菊町）塔頭
- 聞法山法輪院（京都市左京区大菊町）塔頭
- 法性山真如院（京都市左京区大菊町）塔頭
- 一樹山宗柏寺（新宿区榎町）
- 佛坐山玉淵寺（京都市上京区姥ケ北町）
- 放光山瑞芳寺（京都市北区鷹峰南鷹峰町）
- 実相山妙行寺（京都府船井郡京丹波町井尻コハケ谷）
- 妙法山蓮城寺（東大阪市若江南町）
- 法性山常徳寺（奈良市北向町）
  - 常徳寺末：長久山妙福寺（宇陀市大宇陀区平尾）
  - 常徳寺末：寂而山常照寺（奈良県高市郡高取町大字清水谷）
- 妙光山法蓮寺（神戸市兵庫区神明町）
- 日出山本妙寺（丹波市春日町東中）
- 一龍山妙長寺（福山市駅家町万能倉）
- 橋照山慈運院（倉吉市関金町安歩）
- 彼岸山積善寺（松山市鹿峰）
- 天高山妙國寺（高知市塩屋崎町）
  - 妙國寺末：若一山本正寺（南国市田村甲）
  - 妙國寺末：天高山細勝寺（南国市田村乙）
  - 妙國寺末：天王山蔵福寺（南国市田村乙）
  - 妙國寺末：宮地山中道寺（室戸市浮津）
- 金銀山大願寺（香南市香我美町徳王子）
- 荘厳山妙正寺（久留米市寺町）
  - 妙正寺末：霊亀山寂光寺（北九州市戸畑区沢見）
  - 妙正寺末：長久山常清寺（大川市大字酒見中原）
- 大雲山妙善寺（久留米市寺町）
- 金納山瑞泉院（柳川市大字金納）
- 長寿山福王寺（筑後市溝口）
- 本宮山常妙寺（大分市大字葛木）
- 竹林山法音寺（臼杵市二王座）
- 円明山妙光寺（大分県速見郡日出町）

## 人物
- 日祝（開山）
- 日言（二世）
- 日珖（三世）[1]
- 日暁（四世）

## 所在地
京都府京都市左京区仁王門通川端東入ル大菊町96